# Олимпик ер
Олимпик ер (енгл. Olympic Air) је грчка авио-компанија која је настала приватизацијом бивше националне авио-компаније Грчке, Олимпик ерлајнс. Почела је са ограниченим бројем летова 29. септембра 2009. године, након што је Олимпик ерлајнс завршио своје активности. Званично отварање Олимпик ера је било одржано два дана касније, 1. октобра 2009. године. Седиште авио-компаније се налази у главном граду Грчке - Атини. Главно чвориште авио-компаније се налази на Аеродрому Елефтериос Венизелос у Атини.
"Нови Олимпик"	је преузео од „старог“ први део имена бивше компаније, корпоративни лого, права слетања на аеродромима и техничку базу, али не и запослене. Олимпик ер је запослио неке од њих али под новим условима. Олимпик ер користи ИАТА код Олимпик ерлајнса - OA, али је примила други ИКАО код - NOA.

## Одредишта

### Код-шер сарадње
Олимпик ер је раније имао уговоре о код-шеру са разним превозницима, укључујући Делта, Еитхад, ТАРОМ и КЛМ. Већина уговора је раскинута након што је превозника купила компанија Иџијан ерлајнс. Сви летови које обавља Иџијан ерлајнс могу се резервисати са веб странице Олимпик ера, док је Иџијан ерлајнс поставио свој код на све PSO летове које обавља Олимпик ер. Преко Иџијан ерлајнс-а, Олимпик је сада члан Стар алијансе.

## Флота
Флота Олимпик ера састоји се од следећег типа авиона (подаци мај 2025)
| Тип авиона     | У саобраћају | Број наруџбина | Број седишта | Извори |
| -------------- | ------------ | -------------- | ------------ | ------ |
| ATR 42-600     | 3            | —              | 46           | [ 4 ]  |
| ATR 72-600     | 12           | —              | 72           | [ 5 ]  |
| DHC Dash 8-100 | 2            | —              | 37           | [ 6 ]  |
| Total          | 17           | —              |              |        |

## Галерија
- Олимпик ер АТР 42-600
- Олимпик ер Бомбардиер Деш 8-100
- Олимпик ер Бомбардиер Деш 8 Q400

## Несреће и инциденти
14. јануара 2022. лет 024 компаније Олимпик, ATR 42-600 који је летео из Атине за Милос, исклизнуо је са писте убрзо након слетања на аеродром Милос усред јаког ветра. Нико у авиону није био повређен. У тренутку слетања, јак ветар је гурнуо авион услед чега је исклизнуо са писте и завршио на пољу поред писте.